# Osborne Reynolds
Osborne Reynolds, född 1842, död 1912, var en irländsk ingenjör som är mest känd för sina studier av fluiders omslag från laminär till turbulent strömning. Reynolds definierade 1883 ett dimensionslöst tal som skiljer turbulent och laminär strömning. Reynolds tal, som det kallas namngavs i efterhand av tysken Moritz Weber. Reynolds definierade även ett matematiskt teorem för att beräkna strömning i en kontrollvolym i stället för ett system. Teoremet kallas Reynolds transportteorem.
Reynolds definierade Reynolds likformighetslag. Lagen anger hur mätresultat från nedskalade strömningsexperiment med till exempel mindre modeller av flygplan, båtar eller rörsystem kan räknas om så att resultatet även gäller för motsvarande konfiguration i verklig skala. 

## Eftermäle
Nedslagskratern Reynolds på planeten Mars och asteroiden 12776 Reynolds är uppkallade efter honom.